# Tomasz Władysław Grochowski
Tomasz Władysław Grochowski herbu Junosza (zm. po 1652 roku) – łowczy sanocki w latach 1635-1652.
Poseł na sejm zwyczajny 1637 roku z ziemi przemyskiej, trzykrotny marszałek sejmikowy w latach 1636-1639, poborca podatków w ziemi przemyskiej w 1634 roku, sędzia skarbowy ziemi przemyskiej w 1635 roku.